# The Harvey Girls
 The Harvey Girls és una pel·lícula musical americana de George Sidney, estrenada el 1946.

## Argument
Un grup de "noies de Harvey", noves incorporacions de la cadena de restaurants Fred Harvey, viatgen en un tren a Sandrock. En el mateix vagó viatja la jove Susan Bradley, que es dirigeix també a Sandrock per casar-se amb un home contactat per correspondència i que encara no coneix. Per desgràcia, Susan descobreix que el seu promès és un vell gens atractiu i que les cartes d'amor van ser escrites com un joc per Ned Trent, propietari d'una cantina que competeix amb els restaurants Harvey. En el local de Trent, on hi ha jocs d'atzar, les noies realitzen una breu guia pel local. Després d'un enfrontament amb Ned, Susan decideix seguir les "noies de Harvey" i venjar-se de l'home que li ha pres el pèl, i aviat estan enfrontades amb el soci de Trent, el jutge Sam Purvis (Preston Foster) espantant-les i l'animositat del local de noies, regentat per Em (Angela Lansbury) que està enamorada de Trent i veu Susan com a rival.

## Repartiment
- Judy Garland: Susan Bradley
- John Hodiak: Ned Trent
- Ray Bolger: Chris Maule
- Angela Lansbury: Em
- Preston Foster: Jutge Sam Purvis
- Virginia O'Brien: Alma
- Kenny Baker: Terry O'Halloran
- Marjorie Main: Sonora Cassidy
- Chill Wills: H.H. Hartsey
- Selena Royle: Miss Bliss
- Cyd Charisse: Deborah
- Ruth Brady: Ethel
- Stephen Mcnally (als crèdits Horace McNally): 'Goldust' McClean
- Jack Lambert: Marty Peters

## Rebuda
El New York Herald Tribune: "Una gran pel·lícula. Judy Garland n'és l'estrella brillant . The Harvey Girls és una perfecta demostració de què pot fer Hollywood amb els seus vastos recursos quan vol, amb noies boniques, decorats d'època i vestuari vistós. "(Howard Barnes).
El New York Daily News: "una bafarada nostàlgica del vell oest. Judy canta unes quantes balades sentimentals, com On the Atchison, Topeka and the Santa Fe
Time; "un musical en technicolor celebra l'arribada de la castedat, coberts I estovalles netes, pels pioneers del Sud-oest. Els portadors d'aquesta cultura, segons l'evidència presentada aquí, eren cambreres. The Harvey Girls és una bona diversió. La Garland no sembla tan temeràriament feliç com a Meet Me in St. Louis però encara se’n surt prou bé. "